# Les Murray

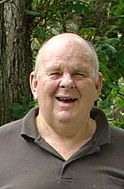
Les Murray (2004)

Leslie Allan Murray AO (* 17. Oktober 1938 in Nabiac, New South Wales; † 29. April 2019 in Taree, New South Wales) war ein australischer Dichter und Literaturkritiker.

## Leben und Werk
Murray ging 1957 an die Universität von Sydney, um moderne Sprachen zu studieren. Dort konvertierte er zum katholischen Glauben. Er wurde professioneller Übersetzer ohne abgeschlossenes Studium. Von 1969 an widmete er sich ganz der Literatur, nachdem er einige Zeit gereist war und seinen Abschluss nachgeholt hatte. Für seine Lyrik, die in zehn Sprachen übersetzt wurde, erhielt er etliche bedeutende literarische Auszeichnungen, u. a. 1995 den Petrarca-Preis, 1996 den T. S. Eliot Prize und 2004 den Premio Mondello. Mit seinen Werken Learning Human (2000) und Conscious & Verbal (2001) war er in den Jahren 2001 und 2002 für den internationalen Griffin Poetry Prize nominiert. Außerdem wurde er 1989 mit dem Titel Officer of the Order of Australia für seine Verdienste um die australische Literatur geehrt. Les Murray gab auch das Magazin Poetry Australia heraus und arbeitete als literarischer Editor der Zeitschrift Quadrant.

### Fredy Neptune
Fredy Neptune (1999) ist das zweite Versepos von Les Murray. Der Held, Friedrich Boettcher alias Fredy Neptune, ist ein deutscher Seemann, der vom Ausbruch des Ersten Weltkriegs in Messina auf einem deutschen Frachtschiff überrascht wird, welches die Goeben mit Kohle versorgt. Die Goeben entkommt und stellt sich in den Dienst der türkischen Flotte. Er reist mit ihr in die Türkei, erlebt dort die türkischen Grausamkeiten an den Armeniern und erfährt dort den Schock seines Lebens, als er Zeuge der Verbrennung lebendiger Frauen wurde. Seine Gefühle sind danach abgestumpft, er hat die Fähigkeit zur Empathie verloren, aber damit auch seine Schmerzempfindung. So kann er seine gewaltige physische Kraft verstärkt einsetzen. Nach den Wirren des Krieges, den er im englischen Heer in Nahost erlebt, kommt er nach Australien. Dort wird er wegen seiner deutschen Herkunft geächtet und findet keinen dauernden Platz zum Leben. Die Umstände führen ihn nach Amerika, wo er als Hobo lebt und Nebendarsteller in Hollywoodfilmen wird. Er treibt sich bei Obdachlosen herum und verkehrt mit der sozialen Elite, wird als deutscher Held gefeiert und rasch wieder vergessen. Auch die Schrecken des Zweiten Weltkriegs muss er erleben. Vergeblich versucht er, ein einfaches Leben zu führen. Erst am Ende kann er wieder menschliche Gefühle spüren, blickt aber auf ein halbes Jahrhundert des Grauens zurück. Die Figur des Fredy vereint in sich Züge von Odysseus, Superman, Frankenstein, Don Quixote und Till Eulenspiegel.

## Poetik
Les Murray wandte sich gegen den in Australien dominierenden Modernismus. In seiner Lyrik entwarf der Dichter, wie Andreas Dorschel formulierte, "Panoramen der Zerstörung. Les Murrays Australien ist ein durch Tourismus und Geschäft seiner Geheimnisse beraubtes Land. Die Maschine und das Tier sind die beiden Pole seiner Landschaft. Vor der Gewalt bleibt einzig das Wort, das sie benennt".

## Deutschsprachige Rezeption

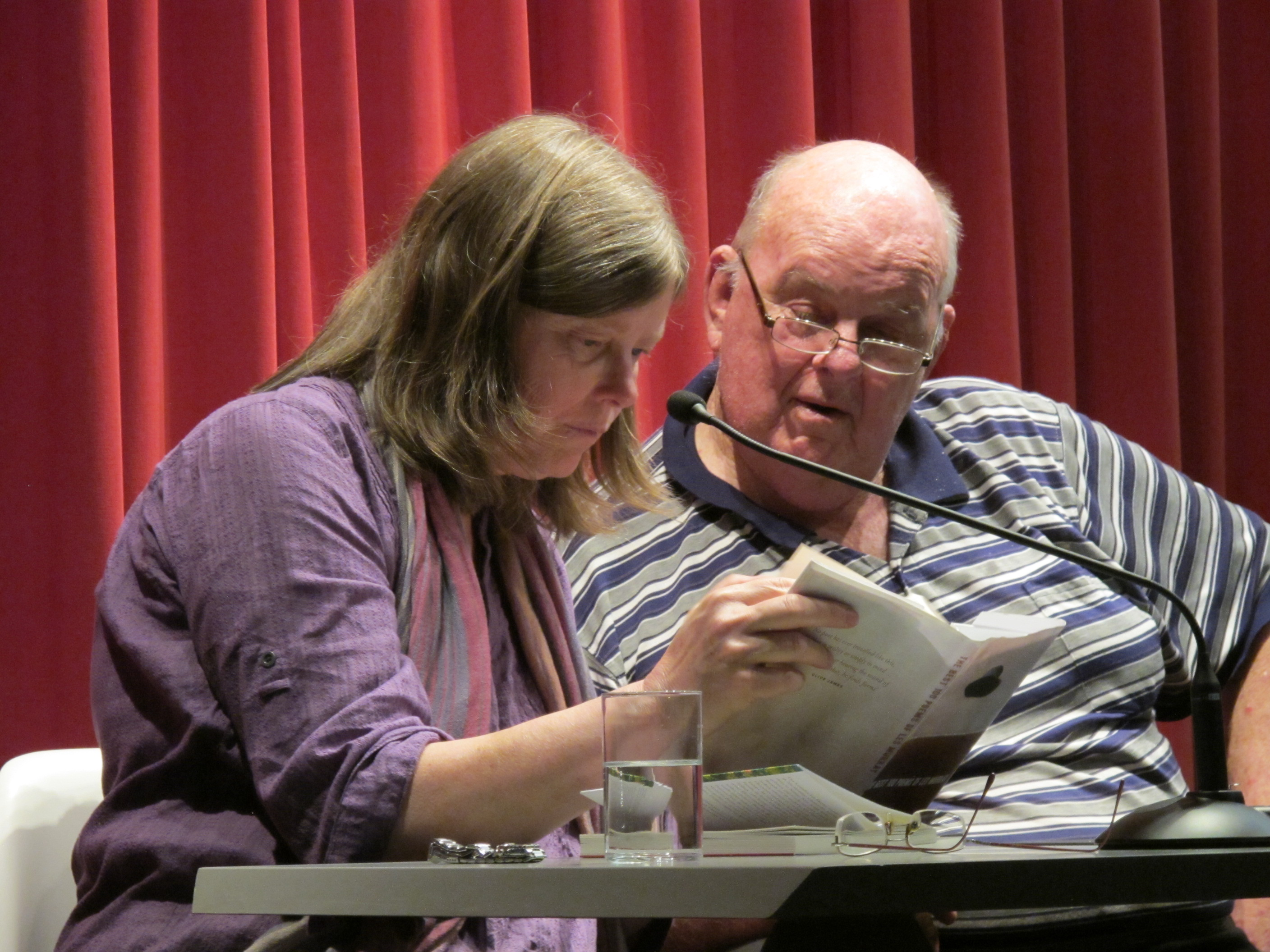
Les Murray und Margitt Lehbert im Lyrikkabinett München 2014

Einige von Les Murrays Werken sind auch als literarische Übertragungen ins Deutsche erschienen, so als Übersetzungen von Thomas Eichhorn 2004 im Ammann Verlag das Versepos Fredy Neptune und von Margitt Lehbert in deren Edition Rugerup als zweisprachige Veröffentlichungen 2006 Gedichte, groß wie Photos, 2007 Übersetzungen aus der Natur, 2011 Größer im Liegen, 2012 Der Schwarze Hund. Eine Denkschrift über die Depression (einsprachig) sowie 2008 beim Verlag Thomas Reche der Lyrikband Verschollen mit Radierungen von Susanne Theumer.
Die Übersetzung von Fredy Neptune, das gespickt ist mit Anspielungen und australischen Slangausdrücken, stellte eine große Herausforderung für den Übersetzer oder besser: Nachdichter Thomas Eichhorn dar. Insbesondere galt es, die sprachlichen Besonderheiten der bilingualen (australisch-englisch und deutsch sprechenden) Hauptfigur ins Deutsche zu übersetzen. Das Epos wurde nach der Veröffentlichung der zweisprachigen kommentierten Ausgabe begeistert begrüßt als „das kühnste Gedicht des 20. Jahrhunderts“: „Mit diesem Epos hat Les Murray die Weltliteratur ohne Zweifel um ein [...] nobelpreiswürdiges Werk bereichert“ (Jürgen Brôcan, NZZ). Das Buch beeindruckte im Ausland, vor allem im deutschsprachigen Raum sogar mehr als in Australien. Europäische Kritiker verglichen es oft mit Omeros von Derek Walcott. In Australien wurde Murray seine ideologische Position vorgeworfen: Seine Darstellung verfehle die Realitäten der australischen Arbeiterklasse; er pflege antiintellektuelle und antisozialistische Vorurteile.
Les Murray unternahm immer wieder längere Lesereisen, die ihn auch durch Deutschland, Österreich und die Schweiz führten. Seine erste Lesung in Deutschland fand bereits 1994 im Lyrik Kabinett in München statt. 2004 las er auf der Leipziger Buchmesse, 2007 war er zur Vorstellung des Bandes Gedichte, groß wie Photos gemeinsam mit Margitt Lehbert u. a. in Stuttgart und 2014 besuchte er unter anderem Wien, München, Zürich, Bremen, Köln und Berlin.
Die FAZ bezeichnete ihn 2019 als den "bedeutendsten australischen Lyriker seiner Zeit". Die Süddeutsche Zeitung schrieb in ihrem Nachruf, dass Murray sich den traditionellen Liedformen der Aborigines verbunden gefühlt habe. Sein tiefer Glaube sei mit einer Skepsis gegenüber der Moderne und einer "steten Feier traditioneller Werte" einhergegangen. Das könnte ein Grund gewesen sein, weshalb er keinen Nobelpreis erhalten habe, obwohl er zu den Favoriten gezählt habe.

## Einzeltitel
- The Ilex Tree (1965) (mit Geoffrey Lehmann) – Gedichte
- The Weatherboard Cathedral (1969) – Gedichte
- Poems Against Economics (1972)
- Lunch and Counter Lunch (1974)
- The Vernacular Republic Selected Poems (1976)
- Ethnic Radio (1978) – Gedichte
- The Peasant Mandarin (1978) – Prosa
- The Boys Who Stole the Funeral (1980) – Roman
- Equanimities (1982) – Gedichte
- The Vernacular Republic: Poems 1961–1981 (1982)
- The People’s Otherworld (1983) – Gedichte
- Persistence in Folly (1984) – Gedichte
- The Daylight Moon (1987) – Gedichte
- The Idyll Wheel (1989) – Gedichte
- Dog Fox Field (1990) – Gedichte
- Blocks and Tackles (1990) – Gedichte
- The Rabbiter’s Bounty (1991)
- Translations from the Natural World (1992) – Gedichte
- Subhuman Redneck Poems (1996)
- A Working Forest (1997) – Prosa
- Fredy Neptune (1998) – Versepos
- Learning Human (2000) – Gedichte
- Conscious & Verbal (2001) – Gedichte
- Poems the Size of Photographs (2002) – Gedichte
- Killing the Black Dog: A Memoir of Depression 96 S. Farrar, Straus and Giroux, New York City 2011, ISBN 978-0374181062
- New Selected Poems (2014) – Gedichte
- Waiting for the Past (2015) – Gedichte

## Auf Deutsch erschienen
- Ein ganz gewöhnlicher Regenbogen. Gedichte. Übersetzt von Margitt Lehbert. Hanser, München 1996. ISBN 978-3-446-18540-1.
- Fredy Neptune. Ein Versroman. Übersetzt von Thomas Eichhorn. Ammann Verlag, Zürich 2004. ISBN 978-3-25010475-9.
- Traumbabwe. Gedichte. Übersetzt von Margitt Lehbert. Ammann Verlag, Zürich 2005. ISBN 978-3-10048837-4.
- Holy Cows – Heilige Kühe. Gedichte, zweisprachig. Übersetzt von Margitt Lehbert. Mit Zeichnungen von Johannes Beyerle. Verlag Thomas Reche, Neumarkt 2006. ISBN 978-91-89034-14-3.
- Gedichte, groß wie Photos. Gedichte, zweisprachig. Übersetzt von Margitt Lehbert. Edition Rugerup, Hörby/Schweden 2006, ISBN 978-91-89034-09-9.
- Übersetzungen aus der Natur. Gedichte, zweisprachig. Übersetzt von Margitt Lehbert. Edition Rugerup, Hörby/Schweden 2007, ISBN 978-91-89034-15-0.
- Translations from Nature. Audio-CD. Edition Rugerup, Hörby/Schweden 2007, ISBN 978-91-89034-23-5.
- Verschollen. Gedichte, zweisprachig. Übersetzt von Margitt Lehbert. Mit Radierungen von Susanne Theumer. Verlag Thomas Reche, Neumarkt 2008, ISBN 978-3-929566-76-5.
- Größer im Liegen. Gedichte, zweisprachig. Übersetzt von Margitt Lehbert. Edition Rugerup, Hörby/Schweden 2011. ISBN 978-3-942955-04-1.
- Der Schwarze Hund. Eine Denkschrift über die Depression. Essay und Gedichte. Edition Rugerup, Hörby/Schweden 2012, ISBN 978-3-942955-13-3.
- Aus einem See von Strophen. Hundert ausgewählte Gedichte. Übersetzt von Margitt Lehbert. Edition Rugerup, Hörby/Schweden 2014, ISBN 978-3-942955-39-3.
- Bunyah. Gedichte, zweisprachig. Übersetzt von Margitt Lehbert. Mit Photographien von Barbara Klemm. Verlag Thomas Reche, Neumarkt 2014, ISBN 978-3-929566-96-3.
- Les Murray (= Poesiealbum 318), Lyrikauswahl von Richard Pietraß, Grafik von Hans Landsaat. Märkischer Verlag Wilhelmshorst 2015, ISBN 978-3-943708-18-9.